# Олимпийский девиз

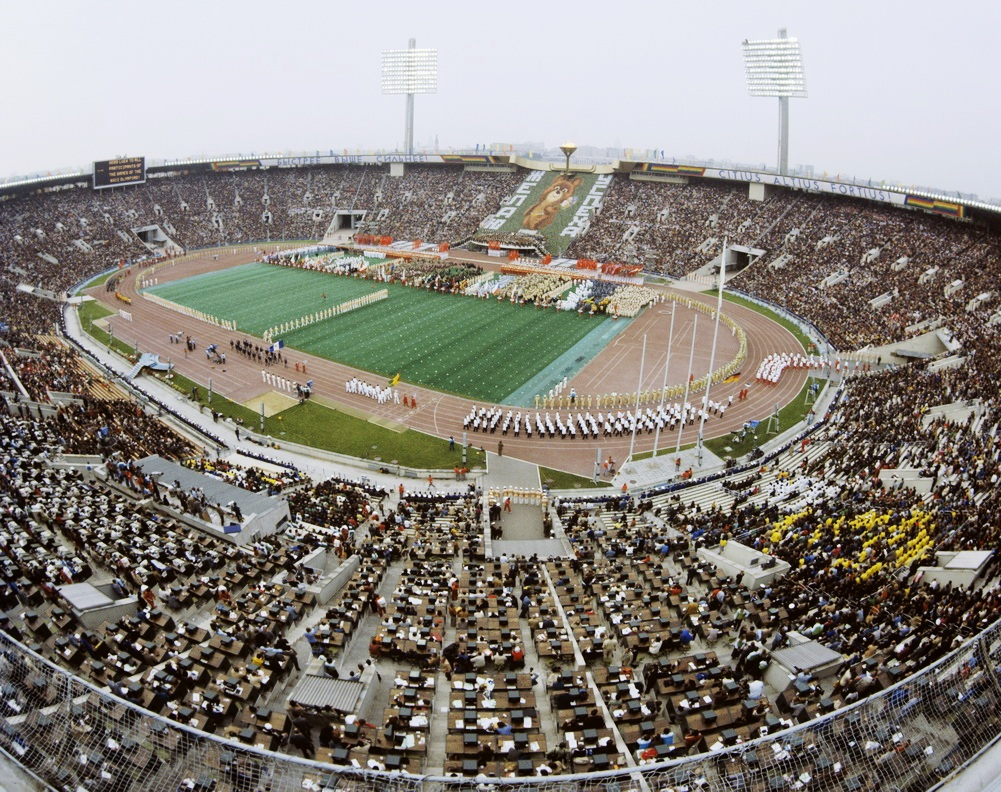
Олимпийский девиз на русском и латинском языках (по верхней кромке трибун) на Большой спортивной арене Центрального стадиона имени В. И. Ленина во время церемонии открытия московской Олимпиады 1980 года

Олимпи́йский деви́з — девиз олимпийских игр, состоящий из четырёх латинских слов Citius, altius, fortius — communiter, дословно означающих «быстрее, выше, сильнее — вместе». Утверждён 20 июля 2021 года Международным олимпийским комитетом в Токио. До этого, начиная с 1894 года, девиз звучал как «быстрее, выше, сильнее».

## История
Фраза из трёх слов впервые была сказана французским священником Анри Дидоном на открытии спортивных соревнований в его колледже. Эти слова понравились Пьеру де Кубертену, посчитавшему, что именно они отражают цель атлетов всего мира. Этот девиз в первоначальной форме citius, fortius, altius был утверждён первым олимпийским конгрессом в 1894 году (с упоминанием авторства Дидона):3 и появился на титульной странице первого выпуска официального бюллетеня МОК, вышедшего в июле 1894 года:1. В своих воспоминаниях в 1931 году Кубертен привёл этот девиз уже в форме citius, altius, fortius и также пишет об авторстве Дидона.
В апреле 2021 года исполнительный комитет Международного олимпийского комитета поддержал предложение его главы Томаса Баха о дополнении девиза словом «вместе».